# 天主教常德教区
天主教常德教区（Dioecesis Ciamteanus）是罗马天主教在中国湖南省设立的一个教区。目前是官方教會湖南教區的一部分，但宗座未承認相關合併。

## 历史
1879年9月19日，教廷宣布，从湖南代牧区分设湖南北境代牧区，由西班牙奥斯定会负责，最初陆续有4位代主教——罗安希（1880年）、方厄各（1880年）、苏额里（1881年－1884年）、罗安熙（1884年－1896年）主持教务，1896年任命了首任宗座代牧主教方类斯。1924年12月3日，以主教驻地更名为常德代牧区。1931年5月6日，分出澧县、安乡县、津市、石门县、临澧县设立澧县监牧区。1946年4月11日，常德代牧区升格为常德教区。1999年，中國的官方教會將包括常德教區在內的湖南省所有教區合併為一個「湖南教區」，但未受宗座承認。

## 教堂
- 主教座堂

## 歷任首牧

### 湖南北境代牧区宗座代牧
- Fr. Elías Suárez, O.E.S.A 1879年9月19日–1884年7月25日
- Fr. Saturnino de La Torre Merino, O.E.S.A. 1884年7月25日–1896年
- 方类斯（Bishop Luis Pérez y Pérez），1896年3月10日－1910年4月15日
- Fr. Agustín González, O.E.S.A.（未獲授權），1910年5月18日 – 1911年6月20日
- Bishop Juvencio Hospital de la Puebla, O.S.A. 1911年9月18日－1917年3月
- 翟德隆（Bishop Angel Diego y Carbajal, O.S.A.）1917年3月22日－1924年12月3日

### 常德代牧区宗座代牧
- 翟德隆（Bishop Angel Diego y Carbajal, O.S.A.）1924年12月3日－1938年11月6日
- 王德纯（Bishop Gerardo Faustino Herrero Garrote, O.S.A.）1939年12月11日－1946年4月11日

### 常德教区主教
- 王德纯（Bishop Gerardo Faustino Herrero Garrote, O.S.A.）1946年4月11日－1965年4月23日（1952年，人民政府以不能保障其安全为由，劝其离境）
- 楊高堅（Bishop Michael Yan Gao-jian , O.S.A.）自選自聖，後未獲宗座認可，1958年10月26日 – 1995年1月20日 [2]

## 信徒
1950年，常德教区有信徒6,690人。